# Лејн (Јужна Дакота)
Лејн (енгл. Lane) град је у америчкој савезној држави Јужна Дакота.

## Демографија
По попису из 2010. године број становника је 59, што је 0 (0,0%) становника више него 2000. године.
| Група             | 2000.      | 2010.      |
| Белци             | 57 (96,6%) | 57 (96,6%) |
| Афроамериканци    | 0 (0,0%)   | 0 (0,0%)   |
| Азијати           | 0 (0,0%)   | 0 (0,0%)   |
| Хиспаноамериканци | 0 (0,0%)   | 2 (3,4%)   |
| Укупно            | 59         | 59         |